# Karhusaari (ö i Finland, Päijänne-Tavastland, Lahtis, lat 61,38, long 25,99)
Karhusaari är en ö i Finland. Den ligger i sjön Ylimmäinen och i kommunen Sysmä i den ekonomiska regionen  Lahtis ekonomiska region  och landskapet Päijänne-Tavastland, i den södra delen av landet, 150 km norr om huvudstaden Helsingfors. Öns area är 0,7 hektar och dess största längd är 140 meter i öst-västlig riktning.